# Stimmhafter palataler Approximant
Lautliche und orthographische Realisierung des stimmhaften palatalen Approximanten in verschiedenen Sprachen:
- Deutsch [⁠j⁠]: J, j, konsonantisch gebrauchtes i
  - Beispiele: Jäger /ˈjɛːgɐ/, Boje /ˈboːjə/
- Englisch [⁠j⁠]: konsonantisch gebrauchtes y
  - Beispiel: yawn [jɔːn]
- Französisch [⁠j⁠]: ll nach i meistens, i und y vor Vokalen
  - Beispiele: bataille [bataj], billet [bijɛ] bien [bjɛ̃], payer [peje]